# عيب خلقي
عيب خِلْقِيّ أو عيب ولادي (بالإنجليزية: Birth defect)‏، هي مشكلة تحدث أثناء تطور الجنين داخل رحم الأمّ. تحدث أكثر العيوب الخِلْقِيةّ أثناء الشهور الثلاثة الأولى من الحمل.
أي عيب ولادي قد يشمل على عيب في شكل جسم الطفل، أو عيب في وظائف الجسم، أو كليهما. يمكن أن يكتشف قبل الولادة، أو عند الولادة، أو أي وقت بعد الولادة. أكثر العيوب يمكن أن تكتشف خلال السنة الأولى من الحياة. و هذه العيوب قد تكون أخطاء في التكوين، عدوى، أو خلل في الكروموسومات. تشير الدراسات على الحيوانات أن الحمية التي تتبعها الأم (وربما الأب)، وتناول الفيتامين، و مستويات الجلوكوز  قبل عملية التبويض وهي مفاهيم لها آثار بالغة طويلة المدى تؤثر على نمو الجنين والمرض عند المراهقين والناضجين. الاضطرابات الخلقية تختلف على نطاق واسع في المسببات غير الطبيعية المادة التي تسبب العيوب الخلقية تعرف باسم المادة المشوهة والصطلح القديم عيب ولادي. لا تعني كل العيوب الخلقية عيوب وراثية
بعض العيوب الولادية (مثل الشفة المشقوقة أو القدم المضربية) سهلة الرؤية، لكن بعضها الآخر (مثل عيوب القلب الخلقية أو الخسارة السمعية) تكتشف باستعمال اختبارات خاصّة (مثل الأشعة السينية، مسح كات CAT Scan، أو اختيارات سمعية معينة). العيوب الولادية يمكن أن تتفاوت من معتدلة إلى حادّة.
بعض العيوب الولادية يمكن أن تعرض الطفل للموت. الأطفال المصابون بالعيوب الولادية قد يحتاجون إلى عملية جراحية أو معالجة طبية أخرى، يستطيع هؤلاء الأطفال الحياة بصورة جيدة جدًا في أغلب الأحيان إذا حصلوا على العناية الصحيحة في الوقت المناسب.

## مسببات

### التعرض للكحوليات
قد يسبب تعرض الأم للمشروبات الكحولية مختلف أنواع العيوب الخلقية مثل الشذوذ القحفي الوجهي، والتلف الدماغي، والإعاقة الذهنية، وأمراض القلب، وتشوهات الكلى والعمود الفقري.
وقد قامت القليل من الدراسات العلمية بدراسة الرابط بين تناول الأب للكحوليات وصحة المولود.
وقد أوضحت دراسة حديثة  على الحيوانات ارتباطًا بين تعرض الوالد للكحوليات ونقصان وزن المولود. كما أن ابتلاع الوالد الكحول قد يسبب اضطرابات عقلية وسلوكية بما في ذلك صعوبة التعلم وضعف الذاكرة وفرط النشاط، وقد اتضح أيضًا أن مهارات التعامل مع التوتر الضعيفة لدى الحيوانات التي تعرض والدها للكحول مشابهة لتلك التي عن الأطفال المصابين بمتلازمة الجنين الكحولي بسبب شرب والدتهم للكحوليات. وقد تم ايجاد هذه العيوب الخلقية والاضطرابات السلوكية في حالات التعرض للكحوليات سواءًا على المدى الطويل أو القصير.

### المواد السامة
تُسمى المواد التي تسبب سمّيتها عيوبًا خلقية الامساخ، وهي تتضمن بعض أنواع الأدوية والمخدرات، وأيضًا بعض الملوثات البيئية الأخرى.
قامت دراسة تم نشرها في 2010 بتحديد ستة آليات تشويهية رئيسية مرتبطة باستخدام الأدوية أثناء الحمل وهي مضادات الفولات، واضطراب خلية العرف العصبي، واضطراب الغدد الصماء، والإجهاد التأكسدي، واضطراب الأوعية الدموية، وبعض الإمساخ متوسطة الإنزيم.
يسبب تعرض الوالدين لأحد العوامل المسخية حوالي 10% من حالات العيوب الخلقية، هذه العوامل تتضمن الأدوية، وتعرض الأم للعدوى أو المرض، والملوثات البيئية. كما تم ربط أيضًا تدخين الوالد بزيادة فرصة العيوب الخلقية أو إصابة المواليد بالسرطان.

### التدخين
تم إثبات علاقة بين تدخين الآباء قبل الحمل والتشوهات الخلقية في المواليد.
يتسبب التدخين في حدوث طفرات في الخط الجنسي للأب، والذي يمكن توريثه للمولود. تعمل السيجارة كأنها مطفِّر كيميائي للحمض النووي للخلايا الجنسية، فتعاني هذه الخلايا من إجهاد تأكسدي يمكن رؤية آثاره في إنتاج الحمض النووي الريبوزي الرسول.
قد يؤدي هذا الإجهاد التأكسدي إلى تعديلات جينية في خلايا الأب الجنسية، وإلى تدمير الخلايا اللمفاوية للجنين.
تم تأكيد وجود علاقة بين تدخين الأب وإصابة الأبناء بالسرطان قبل سن الخامسة، بما في ذلك سرطان الدم والمخ والغدد المفاوية.

### نقص التغذية
فقد يسبب نقص حمض الفوليك أو فيتامين ب9 –على سبيل المثال- في النظام الغذائي للأم تشوهات في خلايا الأنابيب العصبية والتي بدورها تسبب الإصابة بتشقق العمود الفقري، ولكن يمكن تقليل فرص الاضطرابات الخلقية مثل تشوهات خلايا الأنابيب العصبية بنسبة 72% إذا تناولت الأم 4 ملليجرام من حمض الفوليك قبل الحمل وبعد 12 أسبوعًا من الحمل؛ فحمض الفوليك (فيتامين ب9) يعزز من نمو الجهاز العصبي للجنين.
وقد أظهرت الدراسات أن نقص التغذية عند الأب قبل الحمل يؤدي إلى نقص نسبة الجلوكوز في دم سلالته.

## الوقاية
تقلل مكملات حمض الفوليك من خطر الإصابة بعيوب الأنبوب العصبي، وتدعم الأدلة التجريبية دور الأرجنين في تقليل فرصة تخلف النمو داخل الرحم.

## عيوب ولادية شائعة
واحد من كلّ 33 طفل يولد مع عيب ولادي. العيب الولادي يمكن أن يصيب أيّ جزء من الجسم. الوضع الصحي للطفل يعتمد في الغالب على عضو الجسم المصاب ونسبة الإصابة.
تؤثّر العديد من العيوب الولادية على القلب. يولد 1 من كلّ 100 إلى 200 طفل مع عيب في القلب. تشكّل عيوب القلب حوالي ثلث إلى ربع العيوب الولادية. بعض هذه العيوب تكون جدّية، والقليل يكون خطيرًا جدًا. في بعض أماكن العالم، تسبّب عيوب القلب نصف عدد وفيّات العيوب الولادية في الأطفال الأقل من سنة.
أحد العيوب الولادية الشائعة هي خلل الإنبوب العصبي، وهي عيوب العمود الفقري (شلل الحبل الشوكي) ودماغ (Anencephaly). تصيب هذه العيوب حوالي 1 من كل 1,000 حالة حمل. قد تكون هذه العيوب خطرة في أغلب الأحيان. تحدث بنسبة أقل من عيوب القلب، لكنّها تسبّب العديد من وفيات الأجنة والرضع.
العيوب الولادية في الشفة وسقف الحلق شائعة أيضا. هذه العيوب الولادية، المعروفة بـالفلح الوجهي الفموي (orofacial clefts), تتضمّن شفة مشقوقة، حنكا مشقوقا، أو كليهما معا. الشفة المشقوقة أكثر شيوعا من الحنك المشقوق. في العديد من أماكن العالم، تصيب حالة الفلح الوجهي الفموي حوالي 1 من 700 إلى 1,000 طفل.
بعض العيوب الولادية شائعة لكن نادرا ما تشكل أي خطر، ومع ذلك تتطلّب انتباها طبيا وجراحيا في أغلب الأحيان. المبال التحتاني (Hypospadias), على سبيل المثال، هو عيب شائع جدا لدى الأطفال الذكور. الأطفال الرضّع المصابون بحالة المبال التحتاني، لا تكون فتحة الإحليل (فتحة خروج البول) في رأس القضيب، إنما على الجانب السفلي. تعتمد المعالجة على مقدار بعد الفتحة عن رأس القضيب، ويمكن أن يتضمّن العلاج إجراء جراحيا معقّدا. هذا العيب نادرا ما يكون خطيرا كالعيوب المدرجة الأخرى، لكنّه يمكن أن يسبّب قلقا نفسيا وله تكاليف طبية عالية أحيانا. ونادرا جدا ما يسبّب الموت.

## احتمالية إنجاب طفل مع عيب ولادي
في الولايات المتّحدة الأمريكية، حوالي 3% من الأطفال يولدون مع عيوب ولادية. بعض النساء لهنّ احتمالية أعلى لإنجاب طفل مع عيب ولادي. النساء بعد عمر 35 سنة عندهن احتمالية أعلى لإنجاب طفل مصاب بمتلازمة داون من النساء الأصغر. بعض العقاقير يمكن أن تزيد فرصة حصول العيوب الولادية إذا ما أخذت أثناء الحمل. أيضا، النساء اللواتي يدخّنّ ويشربن الكحول أثناء الحمل معرضات أكثر لوضع طفل ببعض العيوب الولادية. النساء اللاتي ينحدرن من أسرة يتواجد بها أطفال مصابين بعيوب ولادية عندهنّ احتمالية عالية لوضع طفل مع عيب ولادي بدورهن. لمعرفة الخطر من وضع طفل مع عيب ولادي، يجب أن يستشار طبيب أخصائي بالوراثة.
لتقليل احتمال إنجاب طفل مع عيب ولادي، يجب استشارة الطبيب قبل أخذ أي عقار طبي، ويجب عدم الشرب أو التدخين، كما يجب تناول 400 ميكروغرام، الحصة المقررة، من فيتامين بي -حامض الفوليك- كلّ يوم.
[بحاجة لمصدر]

## دور العوامل الوراثية في العيوب الخلقية
بعض العيوب الولادية تنتشر في بعض العائلة. الأطفال المصابون ببعض أنواع العيوب الولادية ربّما يمتلكون أو يفتقدون صبغيا معينا. وينطبق نفس الكلام إذا ما فقدت قطعة من صبغي أو وجدت قطعة زائدة. بعض الجينات تجعل الجنين أكثر حساسية للعوامل التي تسبّب العيوب الخلقية.

## مطاعيم الفيروسات
إم إم آر MMR, هو لقاح للحصبة، النكاف، والحصبة الألمانية. حصول المرأة الحامل على هذا المطعوم، قد يسبّب إسقاط الجنين أو ولادة طفل بعيوب ولادية. إم إم آر، مثله مثل اللقاحات الأخرى، مصنوع من فيروسات حيّة مُوَهَّنة. ولأن هذه الفيروسات حيّة، هناك احتمالية طفيفة جدا بأن تسبّب الأذى للجنين. لهذا السبب، يجب أن لا تحصل المرأة الحامل على إم إم آر أو أي لقاح آخر مالم تكن هي نفسها في خطر شديد بدون اللقاح. يجب النقاش مع الطبيب عن طبيعة مخاطر ومنافع أي لقاح يحقن به الشخص. المرأة التي تناولت اللقاح قبل علمها بالحمل يجب أن تستشير طبيبها. تصنّع بعض اللقاحات مثل لقاح الكزاز والتهاب الكبد من الفيروسات الميتة أو أجزاء من الفيروسات الميتة، هذه اللقاحات لا تسبب التهابات للأمّ ولا تؤذي الجنين. (مع ذلك لا يجب أخذ أي لقاح بدون استشارة الطبب ونقاش موضوع الحمل)

## وصلات خارجية
- CDC’s National Center on Birth Defects and Developmental Disabilities
- Birth Defects- Types and Causes